# Torre Mondovì
Torre Mondovì (Tor in dialetto monregalese, La Tor dël Mondvì in piemontese) è un comune italiano di 556 abitanti della provincia di Cuneo in Piemonte.

## Storia
Si sono trovati alcuni resti di epoca romana.
Il primo documento conosciuto è datato 1159, un atto di donazione al vescovo di Asti.
In seguito, pur mantenendo la giurisdizione astense, ebbe vari feudatari: i Signori di Carassone, i Marchesi di Ceva, e i Vasco.

### Simboli
Lo stemma e il gonfalone sono stati concessi con DPR del 1º marzo 2000.
Il gonfalone è un drappo di bianco.

## Società

### Evoluzione demografica
Abitanti censiti

## Economia
È presente una piccola industria cartaria, sulla piana di San Gottardo.
Nell'Ottocento erano presenti due realtà: una fonderia ed una vetreria per la produzione di bottiglie; quest'ultimo sito si trasformò poi nella cartiera.

## Amministrazione

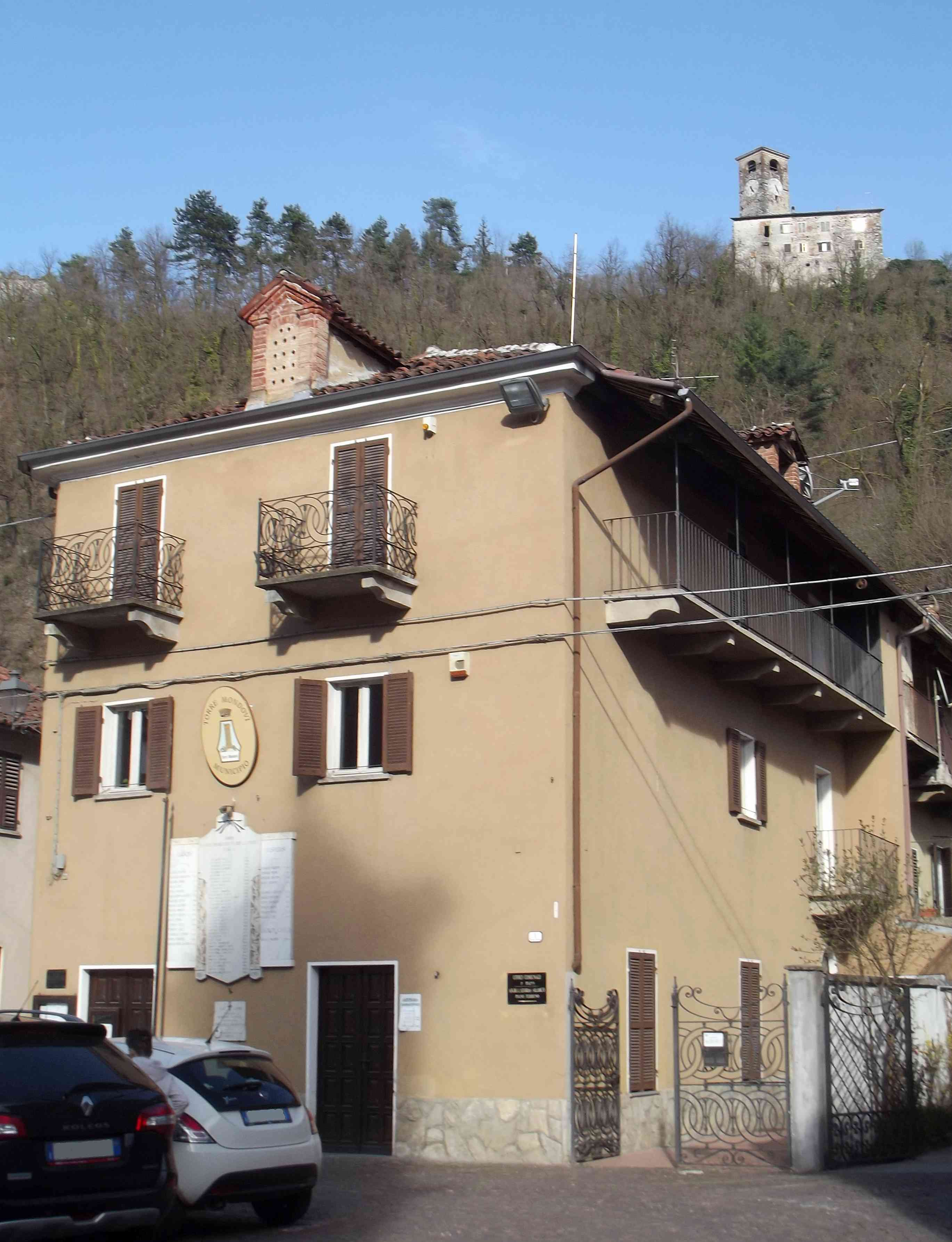
Il municipio

| Periodo | Periodo   | Primo cittadino     | Partito      | Carica  | Note        |
| ------- | --------- | ------------------- | ------------ | ------- | ----------- |
| 2004    | 2009      | Angelo Breida       | lista civica | Sindaco |             |
| 2009    | 2014      | Gianrenzo Taravello | lista civica | Sindaco |             |
| 2014    | 2019      | Gianrenzo Taravello | lista civica | Sindaco | II mandato  |
| 2019    | in carica | Gianrenzo Taravello | lista civica | Sindaco | III mandato |

### Altre informazioni amministrative
Torre Mondovì faceva parte dell'Unione Montana Valli Monregalese.